# Puig de Sant Miquel (Rubió)
El Puig de Sant Miquel és una muntanya de 733 metres de la serra de les Maioles, que es troba al municipi de Rubió, a la comarca catalana de l'Anoia. Baixant per la cara sud-oest s'erigeix l'església de Sant Pere d'Ardesa que estava en un estat complet de semi-ruïnes, fins que l'ermita va ser restaurada per l'Ajuntament del municipi i actualment, presenta bon estat de conservació. Se suposa que entre el cim i l'església es va erigir el Castell d'Ardesa que presidia el terme municipal, actualment desaparegut, de Sant Pere d'Ardesa. Al cim s'hi pot trobar un vèrtex geodèsic (referència 275114001) i un pessebre.
Aquest cim està inclòs al llistat dels 100 cims de la FEEC.